# Monteguidi
Monteguidi ist ein Ortsteil (Fraktion, italienisch frazione) der Gemeinde Casole d’Elsa in der Provinz Siena, Region Toskana in Italien.

## Geografie
Der Ort liegt ca. 6 Kilometer südwestlich des Hauptortes Casole d’Elsa und ca. 25 Kilometer westlich der Provinzhauptstadt Siena. Er liegt bei 421 Metern und hat ca. 150 Einwohner. Nächstgelegene Orte sind Mensano (ebenfalls Ortsteil von Casole d’Elsa, ca. 4 km östlich) und Montecastelli Pisano (Ortsteil der Gemeinde Castelnuovo di Val di Cecina, ca. 5 km südwestlich). Der Fluss Cecina fließt ca. 2 km westlich des Ortes nach Norden.

## Geschichte
Namensgebend für den Ort war die Burg des Grafen Guido der Aldobrandeschi. Erstmals erwähnt wird der Ort am 22. Oktober 1208 in einem Dokument aus Sovana, indem Ildebrando (mit Sillano, Belforte und anderen Orten) den Ort seinen Kindern überlässt. Im weiteren Verlauf des 13. Jahrhunderts fiel der Ort an Siena. 1595 hatte der Ort etwas mehr als 400 Einwohner, 1833 ca. 370.

## Sehenswürdigkeiten
- Chiesa dei Santi Andrea e Lorenzo, Kirche im oberen Teil des Ortskerns, die im 12. Jahrhundert entstand. Enthält ein Leinwandgemälde von Alessandro Casolani (Madonna del Rosario) und aus der Werkstatt des Niccolò Di Segna das Werk Madonna co Bambino.[4]
- Chiesa della Visitazione (auch Compagnia della Visitazione, früher Sant’Andrea[2]), Kirche im Ortskern nahe der Porta Sud[3], Piazza Nino Bixio.[5] Enthielt das Gemälde Visitazione di Sant’Elisabetta des Sodoma (Giovanni Antonio Bazzi), das später übermalt wurde.[2]
- Befestigungsmauern (kaum noch vorhanden) mit den Toren:[3]
  - Porta Nord (settentrionale), Torbogen noch vorhanden.
  - Porta Sud (meridionale), heute noch vorhanden.

## Sonstiges
Monteguidi ist der Heimatort von Mara, der Hauptperson in Carlo Cassolas Roman La ragazza di Bube.

## Bilder

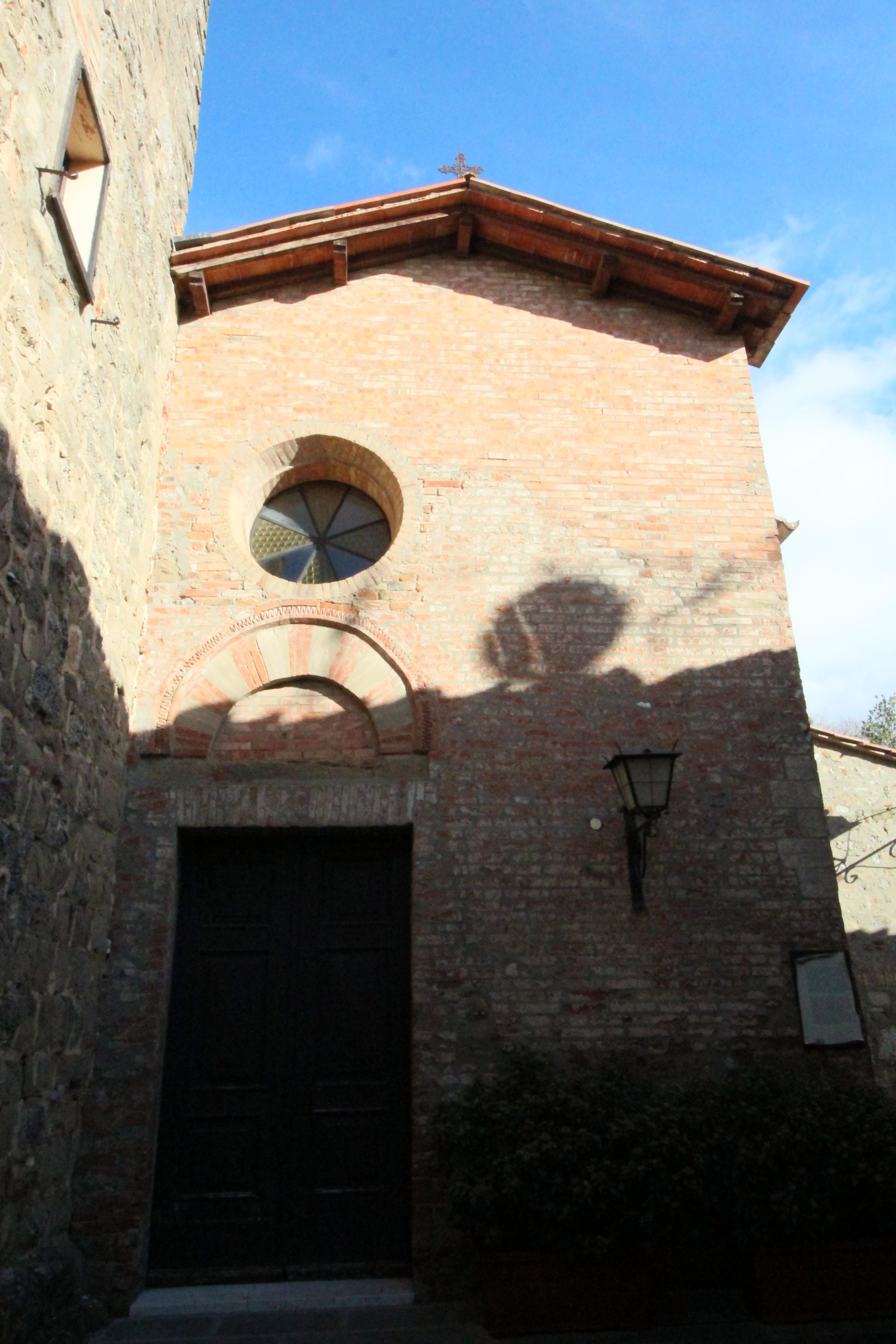
Die Kirche Chiesa dei Santi Andrea e Lorenzo
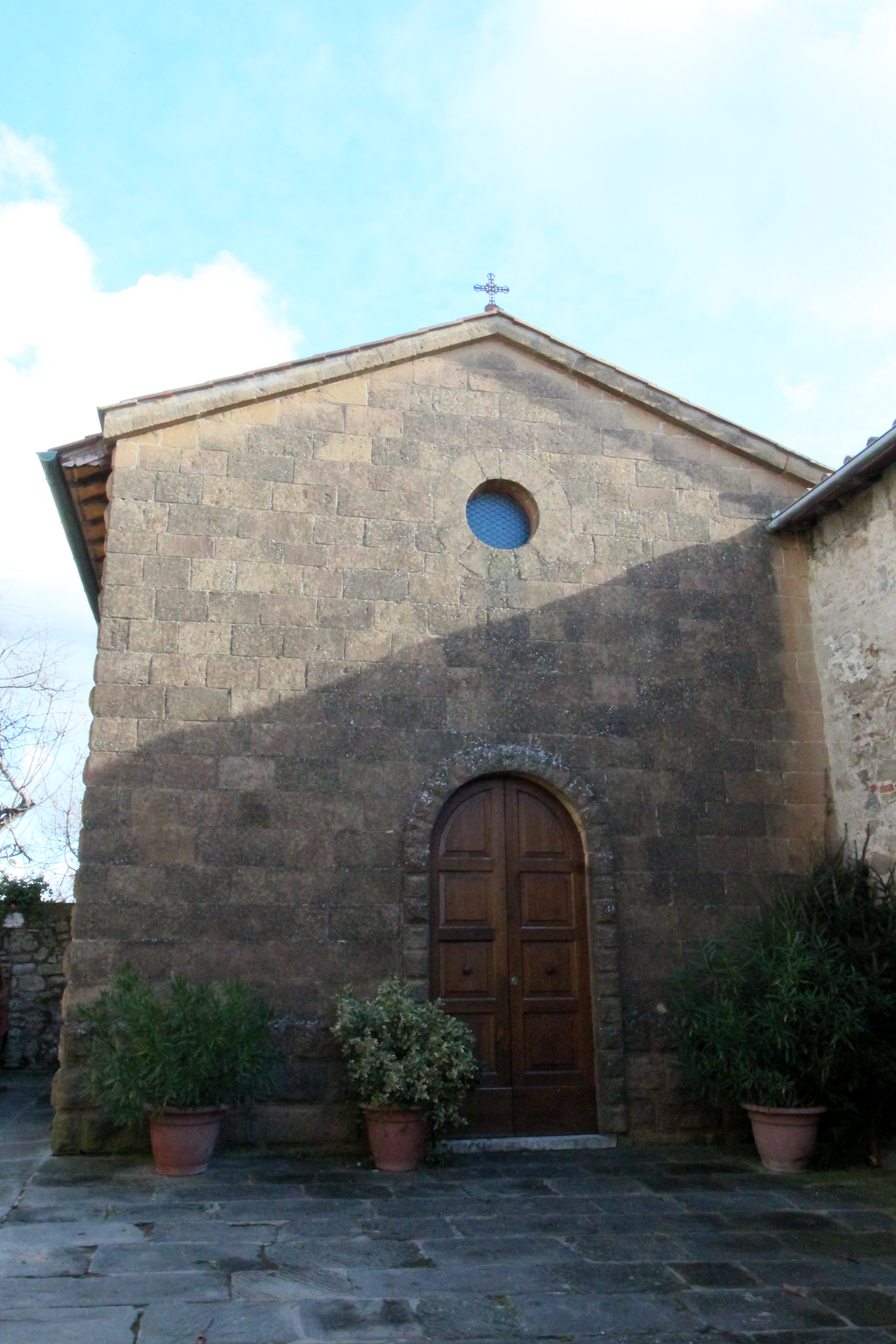
Die Kirche Chiesa della Visitazione
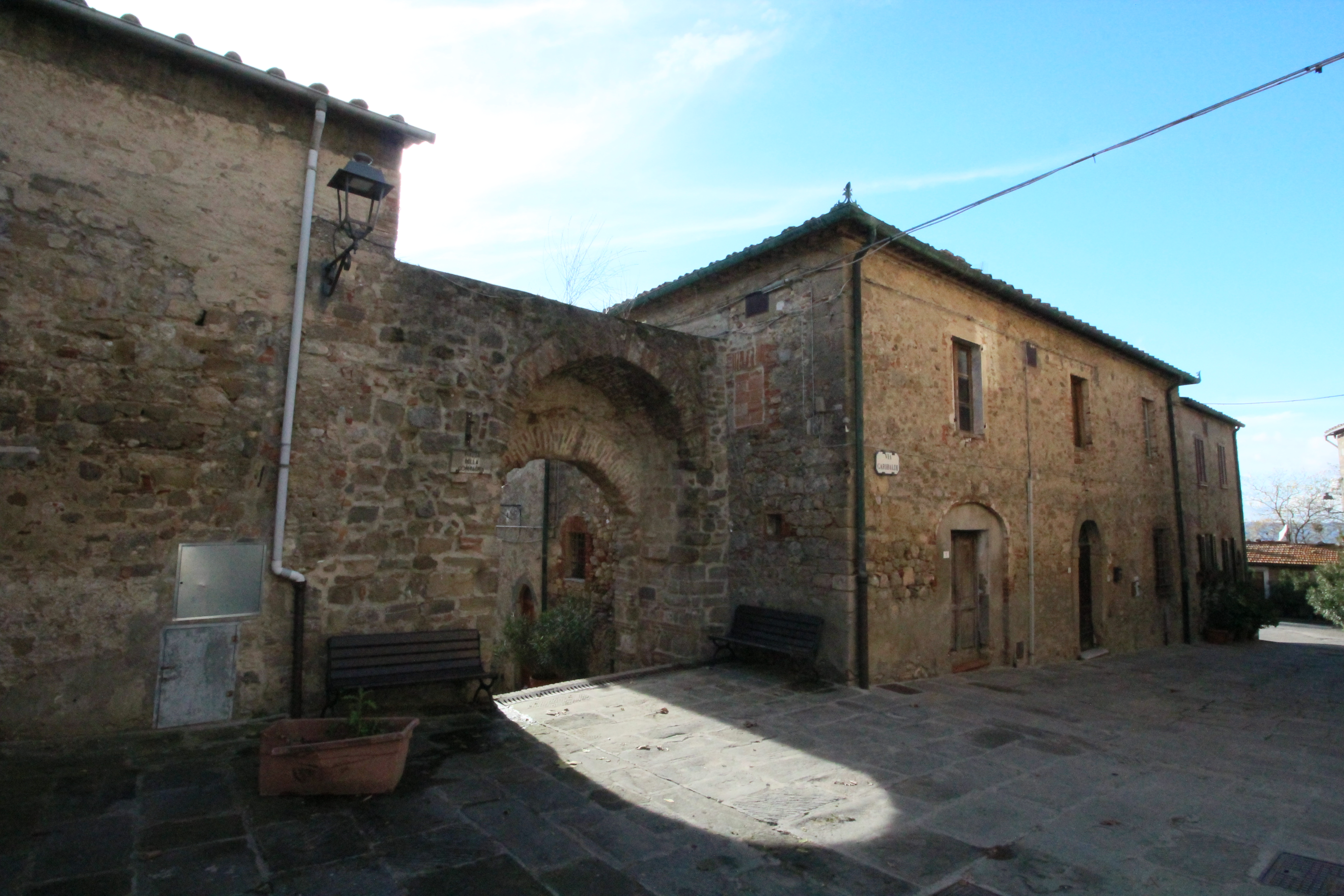
Innenseite des Befestigungstors Porta Sud